# Mineral (nutriente)
En el contexto de la nutrición, un mineral es un elemento químico requerido por los organismos como un nutriente esencial para realizar las funciones necesarias para la vida. Sin embargo, los cuatro elementos estructurales principales en el cuerpo humano por peso (oxígeno, hidrógeno, carbono y nitrógeno), por lo general no se incluyen en las listas de los principales nutrientes minerales (el nitrógeno se considera un "mineral" para las plantas, ya que a menudo se incluye en fertilizantes). Estos cuatro elementos componen aproximadamente el 96% del peso del cuerpo humano, y los minerales principales (macrominerales) y los minerales menores (también llamados elementos traza) componen el resto. 
Los minerales, como elementos, no pueden ser sintetizados bioquímicamente por organismos vivos. Las plantas obtienen minerales del suelo. La mayoría de los minerales en una dieta humana provienen de comer plantas y animales o de beber agua. Como grupo, los minerales son uno de los cuatro grupos de nutrientes esenciales, los otros de los cuales son vitaminas, ácidos grasos esenciales y aminoácidos esenciales. Los cinco minerales principales en el cuerpo humano son calcio, fósforo, potasio, sodio y magnesio.  Todos los elementos restantes en un cuerpo humano se llaman "elementos traza". Los oligoelementos que tienen una función bioquímica específica en el cuerpo humano son azufre, hierro, cloro, cobalto, cobre, zinc, manganeso, molibdeno, yodo y selenio.
La mayoría de los elementos químicos que son ingeridos por los organismos se encuentran en forma de compuestos simples. Las plantas absorben los elementos disueltos en los suelos, que luego son ingeridos por los herbívoros y omnívoros que los comen, y los elementos se mueven hacia arriba en la cadena alimentaria. Los organismos más grandes también pueden consumir suelo (geofagia) o usar recursos minerales, como la sal, para obtener minerales limitados que no están disponibles a través de otras fuentes dietéticas. 
Las bacterias y los hongos desempeñan un papel esencial en la meteorización de los elementos primarios que se traduce en la liberación de nutrientes para su propia nutrición y para la nutrición de otras especies en la cadena alimentaria ecológica. Un elemento, el cobalto, está disponible para ser utilizado por animales solo después de haber sido procesado en moléculas complejas (por ejemplo, vitamina B12) por bacterias. Los minerales y los microorganismos utilizan los minerales para el proceso de las estructuras de mineralización, llamadas "biomineralización", que se utilizan para construir huesos, conchas marinas, cáscaras de huevo, exoesqueletos y conchas de moluscos.

## Elementos químicos esenciales para los humanos
Se sabe que se requieren al menos veinte elementos químicos para respaldar los procesos bioquímicos humanos al desempeñar funciones estructurales y funcionales, así como electrolitos. Sin embargo, se sugiere que los mamíferos utilicen veintinueve elementos en total, como se deduce de estudios bioquímicos y de captación.
El oxígeno, el hidrógeno, el carbono y el nitrógeno son los elementos más abundantes en el cuerpo por peso y constituyen aproximadamente el 96% del peso de un cuerpo humano. El calcio compone de 920 a 1200 gramos de peso corporal adulto, con un 99% contenido en huesos y dientes. Esto es aproximadamente el 1,5% del peso corporal. El fósforo se produce en cantidades de aproximadamente 2/3 de calcio y constituye aproximadamente el 1% del peso corporal de una persona. Los otros minerales principales (potasio, sodio, cloro, azufre y magnesio) constituyen solo alrededor del 0,85% del peso del cuerpo. Juntos, estos once elementos químicos (H, C, N, O, Ca, P, K, Na, Cl, S, Mg) constituyen el 99.85% del cuerpo. Los ~18 minerales de ultratraza restantes comprenden solo el 0.15% del cuerpo, o aproximadamente un gramo en total para la persona promedio.
Existen diferencias sobre la opinión acerca de la naturaleza esencial de los diversos elementos de ultratraza en humanos (y otros mamíferos), incluso con base en los mismos datos. Por ejemplo, no existe un consenso científico sobre si el cromo es un oligoelemento esencial en el hombre. Los Estados Unidos y Japón designan al cromo como un nutriente esencial, pero la Autoridad Europea de Seguridad Alimentaria (EFSA), que representa a la Unión Europea, revisó la pregunta en 2014 y no está de acuerdo.
La mayoría de los nutrientes minerales conocidos y sugeridos tienen un peso atómico relativamente bajo, y son bastante comunes en la tierra, o para el sodio y el yodo, en el océano: 
| H  |    |    |    |    |    |    |    |    |    |    |    |    |    |    |    |    |    | He |
| Li | Be |    |    |    |    |    |    |    |    |    |    |    | B  | C  | N  | O  | F  | Ne |
| Na | Mg |    |    |    |    |    |    |    |    |    |    |    | Al | Si | P  | S  | Cl | Ar |
| K  | Ca | Sc |    | Ti | V  | Cr | Mn | Fe | Co | Ni | Cu | Zn | Ga | Ge | As | Se | Br | Kr |
| Rb | Sr | Y  |    | Zr | Nb | Mo | Tc | Ru | Rh | Pd | Ag | Cd | In | Sn | Sb | Te | I  | Xe |
| Cs | Ba | La | *  | Hf | Ta | W  | Re | Os | Ir | Pt | Au | Hg | Tl | Pb | Bi | Po | At | Rn |
| Fr | Ra | Ac | ** | Rf | Db | Sg | Bh | Hs | Mt | Ds | Rg | Cn | Nh | Fl | Mc | Lv | Ts | Og |
|    |    |    |    |    |    |    |    |    |    |    |    |    |    |    |    |    |    |    |
|    |    |    | *  | Ce | Pr | Nd | Pm | Sm | Eu | Gd | Tb | Dy | Ho | Er | Tm | Yb | Lu |    |
|    |    |    | ** | Th | Pa | U  | Np | Pu | Am | Cm | Bk | Cf | Es | Fm | Md | No | Lr |    |

| Los cuatro elementos orgánicos básicos |
| Elementos secundarios |
| Oligoelementos |
| Considerado elemento traza esencial por los Estados Unidos, no por la Unión Europea |
| Función sugerida por efectos de privación o manejo metabólico activo, pero no función bioquímica claramente identificada en humanos |
| Evidencia circunstancial limitada de beneficios traza o acción biológica en mamíferos |
| No hay evidencia de acción biológica en mamíferos, pero es esencial en algunos organismos inferiores. (En el caso del lantano, la definición de un nutriente esencial como indispensable e insustituible no es completamente aplicable debido a la extrema similitud del lantánido. Así, Ce, Pr y Nd pueden ser sustituidos por La sin efectos nocivos para los organismos que utilizan La, y Sm, Eu y Gd más pequeños también pueden ser sustituidos de manera similar pero causan un crecimiento más lento) |

### Roles en los procesos biológicos
| Elemento  | RDA (US) [mg] | UL (US y EU) [mg] | Categoría | Alta densidad de nutrientes fuentes dietéticas | Deficiencia              | Exceso                     |
| --------- | ------------- | ----------------- | --- | --- | ------------------------ | -------------------------- |
| Potasio   | 4700          | NE; NE            | Un electrolito sistémico y es esencial en la corregulación ATP con sodio. | Patata dulce, tomate, papa, frijoles, lentejas, productos lácteos, mariscos, plátano, ciruelas, zanahoria, naranja | Hipopotasemia            | Hiperpotasemia             |
| Cloro     | 2300          | 3600; NE          | Necesario para la producción de ácido clorhídrico en el estómago y en las funciones de la bomba celular.                                                                         | Sal común (cloruro de sodio) es la principal fuente dietética. | Hipocloremia             | Hipercloremia              |
| Sodio     | 1500          | 2300; NE          | Un electrolito sistémico y es esencial para la corregulación del ATP con potasio.                                                                                                | Sal de mesa (cloruro de sodio, principal fuente), alga comestible, leche, y espinaca. | Hiponatremia             | Hipernatremia              |
| Calcio    | 1200          | 2500; 2500        | Necesario para la salud de los músculos, el corazón y el sistema digestivo, construye huesos, apoya la síntesis y la función de las células sanguíneas                           | Productos lácteos, huevos, conservas de pescado con huesos (salmón, sardinas), vegetales de hoja verde, nueces, semillas, tofú, tomillo, orégano, eneldo, canela.                                                                             | hypocalcaemia            | hypercalcaemia             |
| Fósforo   | 700           | 4000; 4000        | Un componente de los huesos (apatita), células, en el procesamiento de energía, en el ADN y el ATP (como fosfato) y muchas otras funciones.                                      | Carnes rojas, productos lácteos, pescado, aves, pan, arroz, avena. En contextos biológicos, generalmente vistos como fosfato | Hipofosfatemia           | Hiperfosfatemia            |
| Magnesio  | 420           | 350; 250          | Requerido para procesar ATP y para los huesos | Espinaca, legumbres, nueces, semillas, granos enteros, mantequilla de maní, aguacate | Hipomagnesemia           | Hipermagnesemia            |
| Hierro    | 18            | 45; NE            | Requerido para muchas proteínas y enzimas, especialmente hemoglobina para prevenir anemia                                                                                        | Carne, mariscos, nueces, frijoles, chocolate negro | Ferropenia               | Hemocromatosis disorder    |
| Zinc      | 11            | 40; 25            | Es omnipresente y se requiere para varias enzimas como carboxipeptidasa, alcohol deshidrogenasa, y anhydrasa carbónica                                                           | Ostras*, carnes rojas, aves, nueces, granos enteros, productos lácteos | Deficiencia de zinc      | Toxicidad del zinc         |
| Manganeso | 2.3           | 11; NE            | Un cofactor en las funciones enzimáticas | Granos, legumbres, semillas, frutos secos, verduras de hoja, té, café | Deficiencia de manganeso | Toxicidad del manganeso    |
| Cobre     | 0.9           | 10; 5             | Componente requerido de muchas enzimas redox, incluyendo la citocromo c oxidasa                                                                                                  | Hígado, mariscos, ostras, frutos secos, semillas; algunos: cereales integrales, legumbres. | Deficiencia de cobre     | Toxicidad del cobre        |
| Yodo      | 0.150         | 1.1; 0.6          | Requerido para la síntesis de hormonas tiroideas, tiroxina y triyodotironina y para prevenir el bocio                                                                            | Algas (Kelp o Kombu)*, granos, huevos, sal yodada | Deficiencia de yodo      | Hipertiroidismo            |
| Cromo     | 0.035         | NE; NE            | Participa en el metabolismo de la glucosa y los lípidos, aunque sus mecanismos de acción en el cuerpo y las cantidades necesarias para una salud óptima no están bien definidos. | Brócoli, jugo de uva (especialmente rojo), carne, productos integrales | Deficiencia de cromo     | Toxicidad del cromo        |
| Molibdeno | 0.045         | 2; 0.6            | Las oxidasas: xantina oxidasa, aldehído oxidasa, y sulfito oxidasa | Legumbres, cereales integrales, frutos secos. | Deficiencia de molibdeno | Toxicidad del molibdeno    |
| Selenio   | 0.055         | 0.4; 0.3          | Esencial para la actividad de enzimas antioxidantes como glutatión peroxidasa | Nueces de Brasil, mariscos, carnes de órganos, carnes, granos, productos lácteos, huevos | Deficiencia de selenio   | selenosis                  |
| Cobalto   | ninguno       | NE; NE            | | Requerido en la síntesis de vitamina B12, pero debido a que las bacterias son necesarias para sintetizar la vitamina, generalmente se considera parte de vitamina B12 que proviene de comer animales y alimentos de origen animal (huevos...) |                          | Envenenamiento por cobalto |

RDA = ingesta dietética recomendada; UL = nivel de ingesta superior tolerable; las cifras que se muestran son para adultos de 31 a 50 años, hombres o mujeres, ni embarazadas ni lactantes 
* Una porción de alga marina supera los US UL de 1100 μg, pero no los 3000 μg UL establecidos por Japón.

## Concentraciones sanguíneas de minerales
Los minerales están presentes en la sangre de un ser humano sano en ciertas concentraciones de masa y molares. La siguiente figura presenta las concentraciones de cada uno de los elementos químicos discutidos en este artículo, desde el centro a la derecha. Dependiendo de las concentraciones, algunos están en la parte superior de la imagen, mientras que otros están en la parte inferior. La figura incluye los valores relativos de otros constituyentes de la sangre, como las hormonas. La figura incluye los valores relativos de otros constituyentes de la sangre, como las hormonas. En la figura, los minerales se resaltan en color en púrpura. 

## Nutrición dietética
Los dietistas pueden recomendar que los minerales se suministren mejor ingiriendo alimentos específicos ricos con los elementos químicos de interés.  Los elementos pueden estar presentes de forma natural en los alimentos (p. ej., calcio en la leche de leche) o agregarse a los alimentos (p. ej., jugo de naranja enriquecido con calcio; sal yodada enriquecida con yodo). Los suplementos dietéticos pueden formularse para contener varios elementos químicos diferentes (como compuestos), una combinación de vitaminas y otros compuestos químicos, o un solo elemento (como un compuesto o mezcla de compuestos), como el calcio (carbonato de calcio, citrato de calcio) o magnesio (óxido de magnesio), o hierro (sulfato ferroso, bis-glicinato de hierro). 
El enfoque dietético en los elementos químicos se deriva de un interés en apoyar las reacciones bioquímicas del metabolismo con los componentes elementales requeridos. Se ha demostrado que los niveles apropiados de ingesta de ciertos elementos químicos son necesarios para mantener una salud óptima. La dieta puede cumplir con todos los requisitos de elementos químicos del cuerpo, aunque los suplementos pueden usarse cuando la dieta no cumple adecuadamente algunas recomendaciones. Un ejemplo sería una dieta baja en productos lácteos y, por lo tanto, no cumple con la recomendación de calcio. 

## Elementos considerados posiblemente esenciales pero no confirmados
Se han sugerido muchos elementos ultratraza como esenciales, pero tales afirmaciones generalmente no han sido confirmadas. La evidencia definitiva de la eficacia proviene de la caracterización de una biomolécula que contiene el elemento con una función identificable y comprobable. Un problema con la identificación de la eficacia es que algunos elementos son inocuos en bajas concentraciones y son generalizados (ejemplos: silicio y níquel en sólidos y polvo), por lo que faltan pruebas de la eficacia porque las deficiencias son difíciles de reproducir.  Se sabe que los elementos ultratraza de algunos minerales como el silicio y el boro desempeñan un papel, pero se desconoce la naturaleza bioquímica exacta, y se sospecha que otros, como el arsénico, tienen un papel en la salud, pero con evidencia más débil.
| Elemento  | Descripción | Exceso                               |
| --------- | --- | ------------------------------------ |
| Bromo     | Posiblemente es importante para la arquitectura de la membrana basal y el desarrollo de tejidos, como un catalizador necesario para producir colágeno IV. | Bromismo                             |
| Arsénico  | Esencial en modelos de rata, hámster, cabra y pollo, pero no se conoce ningún mecanismo bioquímico en los humanos. | envenenamiento por arsénico          |
| Níquel    | El níquel es un componente esencial de varias enzimas, incluidas la ureasa y la hidrogenasa. Aunque no es requerido por los humanos, se cree que algunos son requeridos por las bacterias intestinales, como la ureasa requerida por algunas variedades de Bifidobacterium. En los seres humanos, el níquel puede ser un cofactor o componente estructural de ciertas metaloenzimas involucradas en la hidrólisis, las reacciones redox y la expresión genética. La deficiencia de níquel deprimió el crecimiento en cabras, cerdos y ovejas, y disminuyó la concentración de hormona tiroidea circulante en ratas. | Toxicidad por níquel                 |
| Flúor     | El flúor (como el fluoruro) no se considera un elemento esencial porque los humanos no lo necesitan para crecer o para mantener la vida. La investigación indica que el beneficio dental primario del fluoruro se produce en la superficie por la exposición tópica. De los minerales en esta tabla, el fluoruro es el único para el cual el Instituto de Medicina de EE. UU. ha establecido una ingesta adecuada. | Envenenamiento por fluoruro          |
| Boro      | El boro es un nutriente esencial para las plantas, requerido principalmente para mantener la integridad de las paredes celulares. Se ha demostrado que el boro es esencial para completar el ciclo de vida en representantes de todos los reinos filogenéticos, incluidas las especies modelo Danio rerio (pez cebra) y Xenopus laevis (rana de garra africana). En animales, se ha demostrado que los suplementos de boro reducen la excreción de calcio y activan la vitamina D. | No tóxico                            |
| Litio     | No se sabe si el litio tiene un papel fisiológico en ninguna especie pero los estudios nutricionales en mamíferos han indicado su importancia para la salud, lo que lleva a sugerir que se clasifique como un elemento traza esencial. | Toxicidad de litio                   |
| Estroncio | Se ha encontrado que el estroncio está involucrado en la utilización del calcio en el cuerpo. Tiene una acción promotora sobre la absorción de calcio en el hueso a niveles moderados de estroncio dietético, pero una acción raquitogénica (que produce raquitismo) a niveles dietéticos más altos. | Raquitogénico (causando raquitismo ) |
| Otro      | El silicio y el vanadio han establecido roles bioquímicos, aunque especializados, como cofactores estructurales o funcionales en otros organismos, y posiblemente, incluso, probablemente sean utilizados por los mamíferos (incluidos los humanos). En contraste, el tungsteno, el lantano y el cadmio tienen usos bioquímicos especializados en ciertos organismos inferiores, pero estos elementos no parecen ser utilizados por los humanos. Otros elementos que se consideran posiblemente esenciales incluyen el aluminio, el germanio, el plomo, el rubidio y el estaño.                                     | Múltiple                             |

## Ecología de minerales
Los minerales pueden ser procesados por bioingeniería por bacterias que actúan sobre los metales para catalizar la disolución de minerales y la precipitación. Los nutrientes minerales son reciclados por bacterias distribuidas a lo largo de los suelos, océanos, agua dulce, agua subterránea y sistemas de agua de deshielo glaciar en todo el mundo. Las bacterias absorben la materia orgánica disuelta que contiene minerales, ya que eliminan las floraciones de fitoplancton. Los nutrientes minerales circulan a través de esta cadena alimentaria marina, desde bacterias y fitoplancton hasta flagelados y zooplancton, que luego son consumidos por otras especies marinas. En los ecosistemas terrestres, los hongos tienen funciones similares a las bacterias, movilizando minerales de la materia que otros organismos no pueden acceder y luego transportan los nutrientes adquiridos a los ecosistemas locales.

## Otras lecturas
- Humphry Bowen (1966) Trace Elements in Biochemistry. Academic Press.
- Humphrey Bowen (1979) Environmental Chemistry of the Elements. Academic Press, ISBN 0-12-120450-2.